# Carlos Correia
Carlos Correia (Bissau, 6 de noviembre de 1933-14 de agosto de 2021) fue un político bisauguineano, que ocupó el cargo de primer ministro de su país desde el 17 de septiembre de 2015 hasta el 12 de mayo de 2016. Ya había ocupado el cargo durante otros tres periodos, del 5 de agosto de 2008 al 2 de enero de 2009, del 27 de diciembre de 1991 al 26 de octubre de 1994 y del 6 de junio de 1997 al 3 de diciembre de 1998. Era miembro del Partido Africano para la Independencia de Guinea y Cabo Verde (PAIGC), pero no ocupaba ningún cargo en él al ser nombrado primer ministro.

## Biografía
Estudió ingeniería agrónoma en la República Democrática Alemana. Entró en política en los años 50 contactando con los fundadores del PAIGC. Con la independencia del país ocupa diversos cargos, desde el Consejo de Estado a distintos ministerios. Su primera etapa como primer ministro viene de la mano de João Bernardo Vieira con la vuelta del multipartidismo. Permaneció en el cargo hasta las elecciones parlamentarias, en 1994, siendo sustituido por Manuel Saturnino da Costa.
El fracaso del gobierno de Saturnino da Costa llevaría al presidente Bernardo Vieira a confiar de nuevo en Correia al frente del gobierno en 1997. Durante su segundo gobierno estalla una rebelión comandada por el militar Ansumane Mané. Mané se convertirá en presidente, apartando de la política activa a Correia hasta que fue nombrado de nuevo primer ministro en 2008. Su nuevo gobierno, de veintiún miembros, estuvo dominado por miembros del PAIGC y afines al presidente Vieira.
Tras las elecciones legislativas, en las que el PAIGC obtuvo la mayoría parlamentaria (67 de cien escaños), Vieira nombró al presidente del PAIGC, Carlos Gomes Júnior, para reemplazar a Correia el 25 de diciembre de 2008.
Siete años después, en medio de una disputa entre el presidente José Mario Vaz y el PAIGC, Correia fue nuevamente nombrado primer ministro y tomó posesión el 17 de septiembre de 2015. El 13 de octubre de 2015 se nombró un nuevo gobierno encabezado por Correia. Él y Vaz aún no se habían puesto de acuerdo sobre quién debería encabezar los ministerios de Interior y Recursos Naturales, y Correia asumió temporalmente la responsabilidad de esas carteras. El 12 de mayo de 2016, Correia fue destituido de su cargo por el presidente. Hablando el 27 de mayo, Correia criticó la medida, calificándola de «un golpe de Estado constitucional».
| Predecesor: Baciro Djá                                  | Primer ministro de la República de Guinea-Bisáu 2015 - 2016 | Sucesor: Baciro Djá                |
| Predecesor: Martinho Ndafa Kabi                         | Primer ministro de la República de Guinea-Bisáu 2008 - 2009 | Sucesor: Carlos Gomes Junior       |
| Predecesor: Manuel Saturnino da Costa                   | Primer ministro de la República de Guinea-Bisáu 1997 - 1998 | Sucesor: Francisco Fadul           |
| Predecesor: Puesto abolido (Victor Saúde Maria en 1984) | Primer ministro de la República de Guinea-Bisáu 1991 - 1994 | Sucesor: Manuel Saturnino da Costa |